# كينيتشي نوزاوا
كينيتشي نوزاوا (باليابانية: 野澤 健一) (27 يناير 1984 في ماتسوموتو في اليابان – )؛ هو لاعب كرة قدم ياباني سابق كان يلعب كلاعب وسط.

## وصلات خارجية
- كينيتشي نوزاوا على موقع رابطة كرة القدم اليابانية للمحترفين (اليابانية)
- كينيتشي نوزاوا على موقع قاعدة بيانات كرة القدم.إي يو (الإنجليزية)
- كينيتشي نوزاوا على موقع Soccerway.com (الإنجليزية)